# Goldschuppen-Zwergspecht

Verbreitungsgebiet des Goldschuppen-Zwergspechtes

Der Goldschuppen-Zwergspecht (Picumnus exilis) ist eine Vogelart aus der Gattung der Zwergspechte (Picumnus) aus der Familie der Spechte (Picidae).
Mitunter wird die Art als konspezifisch mit dem Schwarzflecken-Zwergspecht (Picumnus nigropunctatus) angesehen.
Der Vogel kommt in Brasilien, Französisch-Guayana, Guyana, Kolumbien, Suriname und Venezuela vor.
Der Lebensraum umfasst Waldlichtungen, Waldränder, Galeriewald mit Bambus, Regenwald, Nebelwald, Sekundärwald, Mangroven, auch offene baumbestandene Flächen und sandige Savanne, Llanos im Osten Kolumbiens bis 200 m, im Gebieten mit Tepuis bis 1900 m Höhe.
Der Artzusatz kommt von lateinisch exilis ‚klein, schlank, dünn‘.

## Merkmale
Die Art ist 9–10 cm groß, wiegt zwischen 8 und 10 g. Dieser farbenprächtige Zwergspecht hat einen orange gefleckten Kopf, einen geschuppten Rücken, die Unterseite ist golden mit unterbrochener Bänderung. Beim Männchen ist die Kopfkappe schwarz bis zum Nacken mit an der Stirn roten, ansonsten weißen Federspitzen. Die Zügel sid weiß, hinter dem Auge findet sich eine weiße Linie, die Wangen und Ohrdecken sind gelblich-weiß mit dunkel berandeten Federn, der Rücken hat dunklere Federzentren mit breiten gelb-grünen Rändern. Die Flügeldecken sind oliv-grün mit schmalen weißen Rändern und schwarz umrandeten weißen Spitzen, die bräunlich-grünen Schwungfedern haben gelb-grüne Ränder, die Schirmfedern sind breit berandet und zeigen schwarze Linien am Flügelrand. Die Schwanzoberseite ist dunkelbraun, das mittlere Federpaar hat auf der Innenseite einen breiten weißen Streifen, die 3 äußeren Steuerfederpaare haben auf der Außenseite breite weiße Subterminalbinden.
Kinn und Kehle sind blass gelblich-weiß, schwärzlich gebändert, die übrige Unterseite ist blass gelblich, gleichfalls schwärzlich gebändert, aber unterbrochen und zum Bauch hin mehr fleckartig. Die Flügelunterseite ist braun und weiß mit weißlichen Flügeldecken. Der Schnabel ist kurz, spitz, der Schnabelfirst gebogen, der Oberschnabel ist schwarz, die Basis des Unterschnabels silbrig. Die Iris ist gelb bis dunkelbraun, die Orbitalhaut und die Beine sind grau, letztere mitunter etwas grün oder blau überhaucht.
Beim Weibchen trägt die gesamte Kopfkappe weiße Flecken. Jungvögel sind matter, der Scheitel ist olivfarben oder grau mit heller Strichelung, Ober- und Unterseite sind diffuser gezeichnet.
Dieser Zwergspecht unterscheidet sich vom Schwarzflecken-Zwergspecht (Picumnus nigropunctatus) durch gelbere Ober- und Unterseite mit Bänderung statt Flecken.

## Geografische Variation
Es werden folgende Unterarten anerkannt:
<en:wp& IOC
- P. e. clarus Zimmer, J.T., & Phelps, W.H., 1946, – Venezuela im Osten und zentral, etwas gelblicher oben, engere Bänderung unten
- P. e. undulatus Hargitt, 1889, – Osten Kolumbiens, Südosten Venezuelas, Guyana und Roraima, geringfügig größer, mehr olivbraun bis gelblich-braun mit Schwarz oben, Flügeldecken mit weniger deutlichen hellen Spitzen, Unterseite blasser ud breiter dunkel gebändert
- P. e. buffonii Lafresnaye, 1845, – Osten Guyanas bis Amapá, Oberseite mit deutlichen schwarz beränderten weißen Flecken auf den Federspitzen
- P. e. pernambucensis Zimmer, J.T., 1947, – Pernambuco bis Alagoas, Oberseite mit mehr Olivtönen, Unterseite gleichmäßiger gebändert
- P. e. alegriae Hellmayr, 1929, – Nordosten Parás bis Nordwesten Maranhãos, weniger gefärbt, eher oliv oben und weißlich unten
- P. e. exilis (Martin Lichtenstein, 1823), Nominatform, – Bahia bis Espírito Santo

Die taxonomische Datenbank Avibase fasst die ssp. buffonii und alegriae sowie die ssp. undulatus und clarus jeweils zusammen.

## Stimme
Der Gesang des Männchens wird als kurzes scharfes leises Trillern über 1 bis 2 Sekunden beschrieben „tsilit, tsirrrr“ oder „seeeek seeeek“ bei der Jagd, der Ruf ist ein wiederholter quäkender Laut.

## Lebensweise
Die Art ist vermutlich ein Standvogel.
Die Nahrung besteht aus Ameisen, die unauffällig, allein oder paarweise, auch oft in Gemischten Jagdgemeinschaften gesucht werden durch Picken und Hämmern auf kleinen Ästen in 1 bis 5 m über dem Erdboden. Die Art bewegt sich meisenartig im Geäst, hängt auch an der Unterseite dünner Zweige.
Die Brutzeit liegt zwischen Dezember und März i Venezuela und Suriname. Die Nisthöhle wird in einem Stamm oder Stumpf mit weichem Holz gegraben.

## Gefährdungssituation
Der Bestand gilt als „nicht gefährdet“ (least Concern).